# عبد القادر الشاوي
عبد القادر الشاوي (مواليد 1950 في بلدة باب تازة (إقليم شاون))، هو ناقد، كاتب روائي ودبلوماسي مغربي.‘‘‘‘

## مسيرته
ولد عبد القادر الشاوي سنة 1950 في بلدة باب تازة (إقليم شاون)، تابع تعليمه بثانوية القاضي عياض في مدينة تطوان حيث حصل على الباكالوريا سنة 1967م، وفي سنة 1970م تخرج من المدرسة العليا للأساتذة، كما حصل على الإجازة في الأدب الحديث سنة 1983م وعلى شهادة استكمال الدروس سنة 1984م.
اشتغل أستاذًا بمدينة الدار البيضاء حيث تعرض للإعتقال في نونبر 1974م وحُكم عليه في يناير 1977 بعشرين سنة سجنًا ولم يطلق سراحه إلا سنة 1989.

## أعماله
بدأ عبد القادر الشاوي النشر سنة 1968 بجريدة «الكفاح الوطني» حيث ظهرت له مجموعة قصائد شعرية ومقالات أدبية ثم انضم إلى اتحاد كتاب المغرب سنة 1970. وأصدر سنة 1986 رواية «كان وأخواتها» من داخل أسوار السجن بعدما سربت.‘
كما أن له عدّة مؤلفات فكرية وسياسية في مجالات مختلفة وحصلت روايته «الساحة الشرفية» سنة 2000 على جائزة المغرب للأدب. ونشر إنتاجاته بمجموعة من الصحف والمجلات مثل الملحق الثقافي لجريدة العلم، الاتحاد الاشتراكي، مجلة أقلام، الثقافة الجديدة، الجسور، الزمان المغربي، المقدمة، أنفاس، الآداب، مواقف.
من أهم أعماله:
- كان وأخواتها، (1986م).
- دليل العنفوان (1989م).
- باب تازة (1994م).
- الساحة الشرفية (1999م).
- الكتابة والوجود، (2000م).
- إشكالية الرؤية السردية، (2002م).
- دليل المدى (2003م).
- من قال أنا (2006م).
- كتاب الذاكرة (2015م).
- بستان السيدة (2018م).[9]
- مرابع السلوان 2020
- التيهاء 2020[10]
- مديح التعازي (2022م).
- رواية "مربع الغرباء" (2023م).

## الجوائز
جائزة المغرب للأدب سنة 2000 عن رواية «الساحة الشرفية».

## روابط خارجية
- رواية كان وأخواتها في برنامج خارج النص على قناة الجزيرة